# James Gordon Farrell
James Gordon Farrell (født 25. januar 1935, død 11. august 1979) var en britisk forfatter.

## Udvalgt bibliografi
- Troubles (1970)
- The Siege of Krishnapur (1973, Bookerprisen)
- Singapore Grip (1978)